# Sara Gran
Sara Gran (* 1971 in Brooklyn, New York) ist eine US-amerikanische (Krimi-)Schriftstellerin.
Bevor sie hauptberuflich als Schriftstellerin arbeitete, hat sie in einer Vielzahl von Berufen gearbeitet, die alle mit Büchern zu tun hatten. Sie hat mehrere Romane geschrieben, die nicht ins Deutsche übersetzt wurden. Come Closer und Dope sollen verfilmt werden, letzteres mit Julianne Moore in der Hauptrolle. Mit Die Stadt der Toten: Ein Fall für die beste Ermittlerin der Welt startete sie eine Krimi-Serie, die zahlreiche Preise gewonnen hat und in der Presse großen Anklang fand. 
Nach zahlreichen Reisen lebt sie heute in Kalifornien.

## Werke
- 2001 Saturn’s Return to New York
- 2003 Come Closer
- 2006 Dope
  - Dope. Droemer 2015, ISBN 978-3-426-30445-7.
- 2012 City of Dead: A Claire DeWitt Mystery
  - Die Stadt der Toten: Ein Fall für die beste Ermittlerin der Welt. Droemer 2012, ISBN 978-3-426-22609-4.
- 2013 Claire DeWitt and the Bohemian Highway
  - Das Ende der Welt: Claire DeWitt ermittelt. Ein neuer Fall für die beste Ermittlerin der Welt. Droemer 2013, ISBN 978-3-426-22637-7.
- 2018 The Infinite Blacktop
  - Das Ende der Lügen. Heyne Verlag, München 2019, ISBN 978-3453271562.
- 2022 The Book of the Most Precious Substance. Dreamland, Los Angeles 2022, ISBN 978-0-578-94709-9.
  - Das Buch der kostbarsten Substanz. Suhrkamp, Berlin 2023, ISBN 978-3-518-47355-9.

Die Übersetzungen vom Amerikanischen ins Deutsche erfolgten von Eva Bonné.

## Auszeichnungen
- 2012: Macavity Award in der Kategorie Best Novel für Die Stadt der Toten: Ein Fall für die beste Ermittlerin der Welt[3]
- 2013: Krimi des Jahres 2012 (Platz 5) in der KrimiZEIT-Bestenliste für Die Stadt der Toten: Ein Fall für die beste Ermittlerin der Welt[4]
- 2013: Deutscher Krimi Preis (Platz 1 Internationaler Krimi) für Die Stadt der Toten: Ein Fall für die beste Ermittlerin der Welt
- 2016: Deutscher Krimi Preis (Platz 3 Internationaler Krimi) für Dope

## Nachweise
1. ↑  Bregman and Miramax will 'Come Closer'  auf www.hollywoodreporter.com, abgerufen am 21. Juni 2015
2. ↑  Julianne Moore to star in HBO drama 'Dope'  auf www.digitalspy.co.uk, abgerufen am 21. Juni 2015
3. ↑  Macavity Awards
4. ↑  KrimiZEIT. Die 10 besten Krimis des Jahres 2012 (Memento vom 13. Oktober 2013 im Internet Archive) (PDF-Datei; 118 kB) Bestenliste der Wochenzeitschrift Die Zeit und des Nordwestradio, abgerufen am 12. Mai 2019.